# Костава, Тамаз Гивиевич
Тамаз Гивиевич Костава (груз. თამაზ კოსტავა; 29 февраля 1956, Кутаиси, Грузинская ССР, СССР) — советский и грузинский футболист, защитник, тренер. Игрок сборной СССР. Заслуженный мастер спорта (1981).

## Биография
Воспитанник школы «Торпедо» (Кутаиси) с 1971. Во взрослой команде играл в 1973—1976 годах.
Большую часть карьеры с 1977 по 1982 года провёл в тбилисском «Динамо». Там он выиграл чемпионат СССР (1978), Кубок СССР (1979) и Кубок обладателей кубков (1981). В списке 33 лучших футболистов сезона — № 1 (1978), № 2 (1977).
Завершал карьеру также в «Торпедо» (Кутаиси) в 1983—1984. Цепкий, техничный защитник, с хорошим позиционным чутьем и умелыми подключениями к атаке.
В высшей лиге — 131 матч, 1 гол (102, 1 — в «Динамо»).
С 1991 года работал в Федерации футбола Грузии начальником отдела по проведению соревнований.
Тренировал юношескую сборную Грузии (1993 — июнь 1994), работал тренером в национальной сборной (1994, с июля 1996).